# 6848 Casely-Hayford
6848 Casely-Hayford este o planetă minoră (asteroid), cu un diametru de 10,892 km, din {{safesubst:#if:Format:Centura de asteroizi. A fost descoperită pe 7 noiembrie 1978 la Observatorul Palomar de Eleanor F. Helin și a fost numită după Adelaide Casely-Hayford⁠(d). 
Obiectul prezintă o orbită caracterizată de o semiaxă mare de 3,1161754 UAi, o excentricitate de 0,13, o înclinație de 0,51871 ° în raport cu ecliptica.